# Wielimowo
Wielimowo – wieś w Polsce położona w województwie warmińsko-mazurskim, w powiecie ostródzkim, w gminie Miłomłyn. W skład wsi wchodzi położona po drugiej stronie jeziora osada Danków. 
W latach 1975–1998 miejscowość administracyjnie należała do województwa olsztyńskiego.